# Saint-Ciers-du-Taillon
Saint-Ciers-du-Taillon là một xã ở tỉnh Charente-Maritime thuộc vùng Nouvelle-Aquitaine tây nam nước Pháp.

## Dân số
| Năm  | Dân số | Density |
| ---- | ------ | ------- |
| 1962 | 685    | -       |
| 1968 | 727    | -       |
| 1975 | 634    | -       |
| 1982 | 576    | -       |
| 1990 | 569    | -       |
| 1999 | 524    | 23/km²  |

- Xã của tỉnh Charente-Maritime